# Al-Annazah
Al-Annazah (tiếng Ả Rập: العنازة; còn đánh vần al-Annazeh) là một ngôi làng, nó khoảng 20 km về phía đông bắc của Tartus và 5 km từ biển Địa Trung Hải. Nó là ít hơn một giờ lái xe đến Latakia và khoảng 3 giờ lái xe đến Damascus. Theo Cục Thống kê Trung ương Syria, al-Annazah có dân số 3.357 trong cuộc điều tra dân số năm 2004. Cư dân của nó chủ yếu là thành viên của cộng đồng Alawite.
Những ngọn đồi của nó được bao phủ bởi những cây ô liu và sồi với rất nhiều hang động xung quanh. Mặc dù không có sông ở Al-Annaze, nhưng nó có nhiều thung lũng.

## Công viên tự nhiên
Al-Annazah cung cấp khả năng cho các hoạt động như leo núi, đi bộ thung lũng, chạy bộ trên đồi, đạp xe hoặc khám phá rừng rậm. Có những hang động và rừng rậm trong khu vực Ein Ibraheim, với nước ngọt, nhiều loại chim và động vật hoang dã. Một nơi khác là khu rừng được gọi là Alshikh Abbas.

## Các dịch vụ công cộng

### Trung tâm y tế
Trung tâm y tế Al-Annaze nằm ở trung tâm của ngôi làng. Nó có một đội ngũ y tá và bác sĩ phục vụ Al-Annaze và các làng lân cận. Một trong những nhiệm vụ chính của trung tâm y tế Al-Annaze là cung cấp dịch vụ tiêm chủng cho trẻ em. Ngoài ra dịch vụ sơ cứu là một dịch vụ chính khác có thể được cung cấp tại trung tâm y tế của Al-Annaze. Tất cả các dịch vụ trong trung tâm y tế Al-Annaze đều miễn phí.
Mặc dù Al-Annaze là một ngôi làng và có một trung tâm y tế, nhưng nó có rất nhiều phòng khám tư nhân bao gồm các chuyên gia chăm sóc vú và tim mạch, tai mũi họng, phẫu thuật tổng quát, phòng khám nha khoa và nhà thuốc.

### Giao thông công cộng
Có rất nhiều xe buýt nhỏ (sức chứa 11 đến 14 hành khách) chạy từ Al-Annaze đến Tartus nhiều lần trong ngày. Hành trình thời gian trung bình là 30 phút đến trung tâm thành phố Tartus và cách xa lộ Tartus- Latakia 10 phút lái xe. Chuyến xe buýt đầu tiên đến thành phố di chuyển lúc 05:00 sáng sớm và chuyến cuối cùng từ thành phố là lúc 19:00. Hai tuyến đường chính có thể được sử dụng để đi từ Al-Annaze đến trung tâm thành phố Tartus: tuyến đầu tiên đi qua Markieh và tuyến còn lại đi qua al-Sauda.

### Dịch vụ viễn thông
Viễn thông Syria cung cấp dịch vụ của mình cho Al-Annaze thông qua tổng đài điện thoại của Bhanien. Dịch vụ có sẵn chính là dịch vụ điện thoại cố định chiếm khoảng 43% số người ở Al-Annaze. Dịch vụ dữ liệu bị hạn chế và Internet chỉ có sẵn cho kế hoạch truy cập internet quay số với chất lượng dịch vụ kém, do những hạn chế của các thiết bị chuyển mạch điện thoại nông thôn nhất ở Syria. Dịch vụ di động có sẵn theo yêu cầu từ hai nhà khai thác chính của Syria: MTN và Syriatel.

## Khí hậu
Khí hậu của Al-Annaze là Địa Trung Hải, nó vừa và nóng vào mùa hè và ấm cúng và ẩm ướt vào mùa đông. Mùa đông mưa và độ ẩm cao. Nhiệt độ tối đa và tối thiểu tháng 1 là 15 °C (59 °F) và 6 °C (43 °F). Nhiệt độ tối đa và tối thiểu tháng 8 là 30 °C (86 °F) và 19 °C (66 °F). Lượng mưa tối thiểu hàng năm ở Al-Annaze là 85 cm (33,46 in), xảy ra từ tháng Chín đến tháng Năm.
| Dữ liệu khí hậu của {{{location}}} | Dữ liệu khí hậu của {{{location}}} | Dữ liệu khí hậu của {{{location}}} | Dữ liệu khí hậu của {{{location}}} | Dữ liệu khí hậu của {{{location}}} | Dữ liệu khí hậu của {{{location}}} | Dữ liệu khí hậu của {{{location}}} | Dữ liệu khí hậu của {{{location}}} | Dữ liệu khí hậu của {{{location}}} | Dữ liệu khí hậu của {{{location}}} | Dữ liệu khí hậu của {{{location}}} | Dữ liệu khí hậu của {{{location}}} | Dữ liệu khí hậu của {{{location}}} | Dữ liệu khí hậu của {{{location}}} |
| Tháng                              | 1                                  | 2                                  | 3                                  | 4                                  | 5                                  | 6                                  | 7                                  | 8                                  | 9                                  | 10                                 | 11                                 | 12                                 | Năm                                |
| ---------------------------------- | ---------------------------------- | ---------------------------------- | ---------------------------------- | ---------------------------------- | ---------------------------------- | ---------------------------------- | ---------------------------------- | ---------------------------------- | ---------------------------------- | ---------------------------------- | ---------------------------------- | ---------------------------------- | ---------------------------------- |
| [ cần dẫn nguồn ]                  |                                    |                                    |                                    |                                    |                                    |                                    |                                    |                                    |                                    |                                    |                                    |                                    |                                    |